# Serafín Dengra (Rugbyspieler)
Serafín Dengra (* 21. September 1961 in Buenos Aires) ist ein ehemaliger argentinischer Rugbyspieler. Er nahm 1987 mit der argentinischen Rugby-Union-Nationalmannschaft an der Rugby-Union-Weltmeisterschaft teil.